# بازار شب

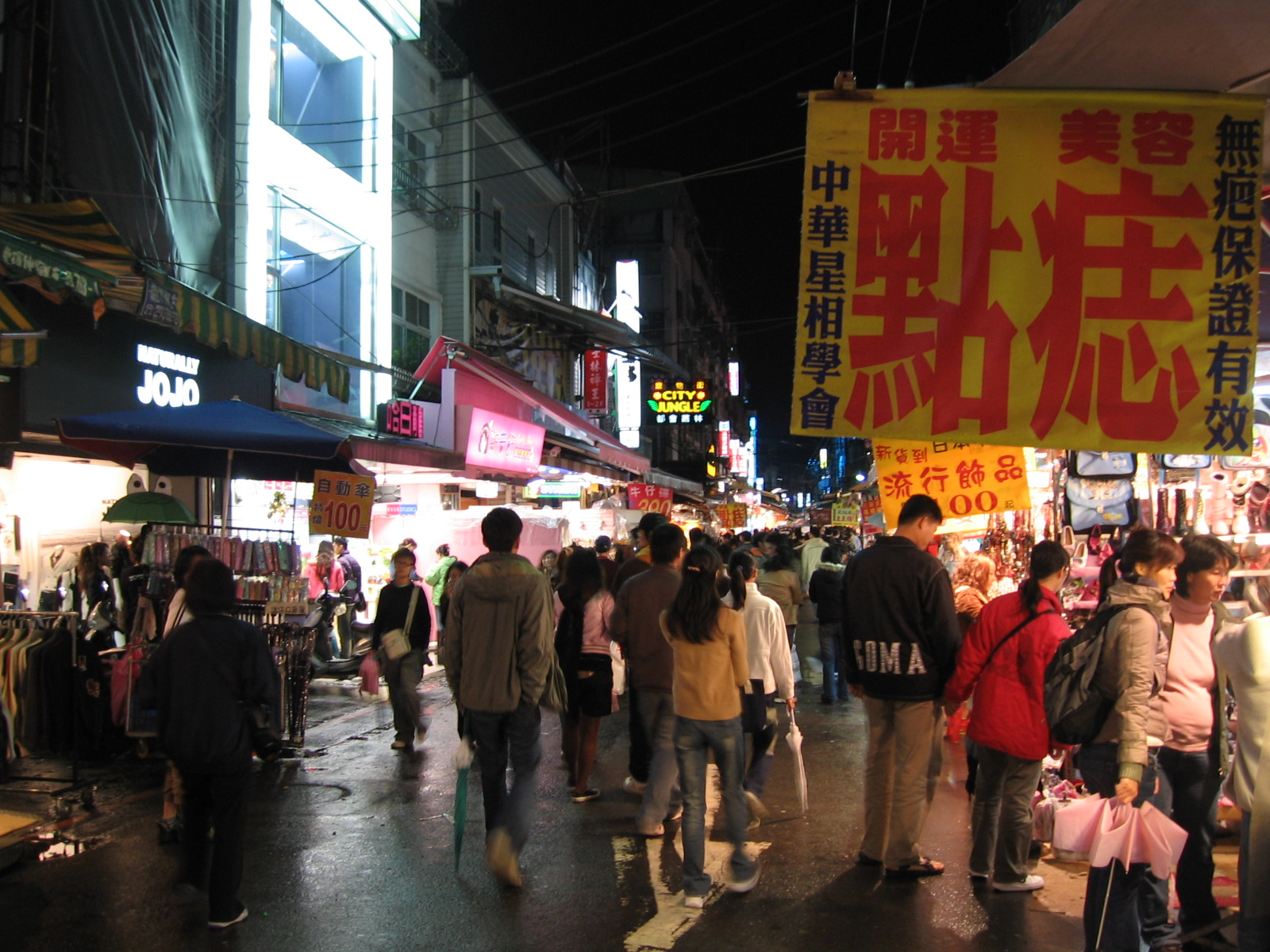
بازاری شبانه در تایوان

بازار شب نوعی بازار است که شباهت بسیار به بازار روز دارد با این تفاوت که زمان برپایی آن در شب است.
محل تشکیل این بازارها معمولاً کشورهای جنوب شرق آسیا مانند تایلند، هنگ کنگ، تایوان، مالزی، سنگاپور و اندونزی می‌باشد که با توجه به گرم بودن هوای در طول روز، بازارهای هفتگی یا دائمی شبانه در این مناطق گسترش یافته است. البته در کشورهای دیگر از جمله در آمریکا، بازارهای شبانه جهت گرامی‌داشت فرهنگ چینی برپا می‌گردد.